# Slimákovcovití
Slimákovcovití (Limacodidae či Euclidae) je čeleď nočních motýlů v nadčeledi Zygaenoidea nebo Cossoidea; prozatím je umístění v diskusi. České jméno této čeledi je odvozeno od vzhledu housenek, které jsou velmi podobné slimákům. Po celém světě je popsáno asi 1000 druhů z této čeledi a mnoho jich ještě nebylo objeveno.

## Galerie

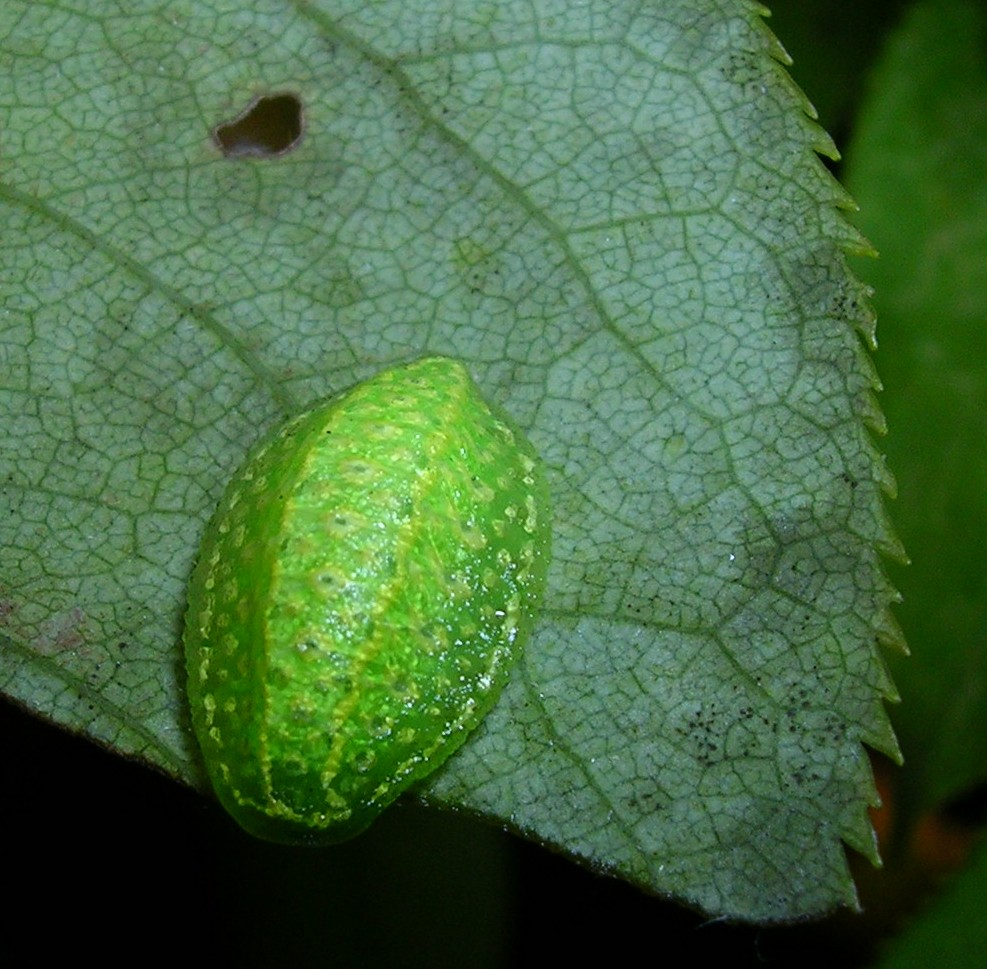
Housenka motýla Lithacodes fasciola
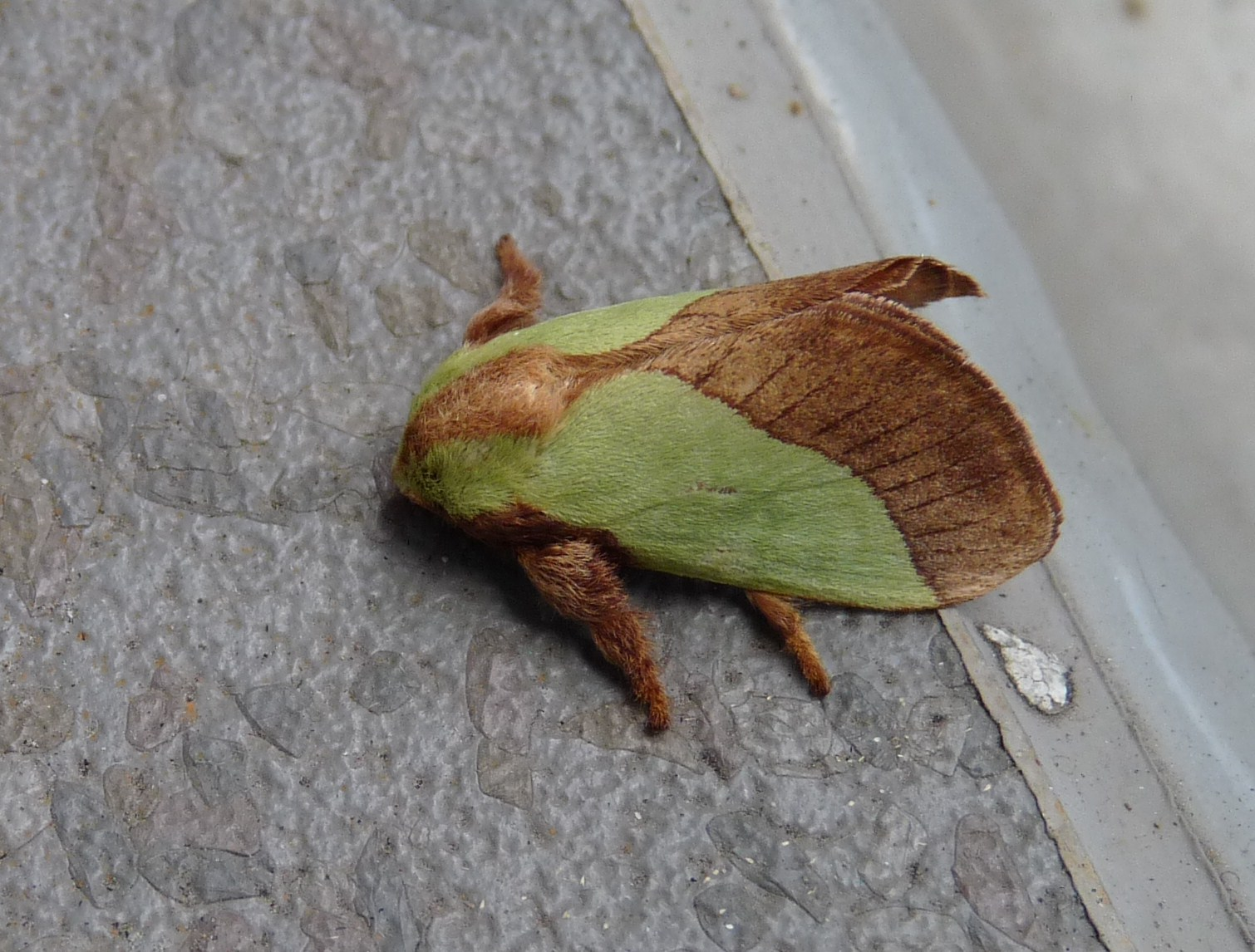
Jeden z tropických druhů Parasa lepida
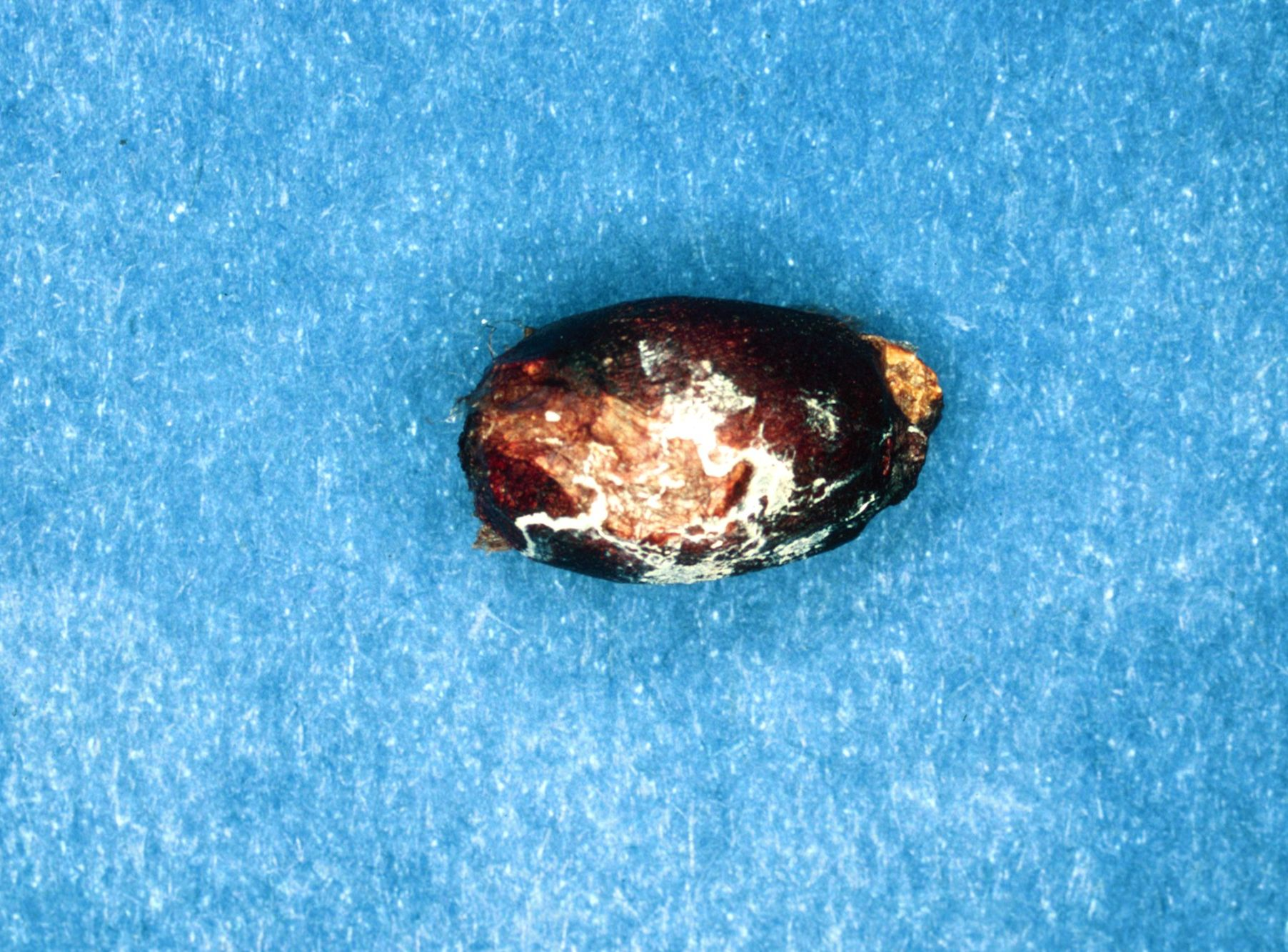
Kukla jednoho z druhů